# Dobrich
Dobrich (tiếng Bulgaria: Добрич; tiếng Romania: Bazargic) là một thị xã ở đông bắc Bulgaria, trung tâm hành chính của tỉnh Dobrich. Với 89.472 cư dân, tại thời điểm tháng 2 năm 2011, Dobrich là thành phố đông dân thứ 9 tại Bulgaria, là trung tâm của khu vực lịch sử của miền Nam Dobruja. Nó nằm 30 km về phía tây bờ biển Biển Đen Bungari, không xa khu nghỉ mát như Albena, Balchik, và cát vàng.
Đảo Dobrich Knoll Livingston trong quần đảo Nam Shetland, Nam Cực được đặt tên theo Dobrich. 